# 阿布歇隆-基兹经济区
阿布歇隆-基兹经济区，阿塞拜疆共和国14个经济区之一，包含阿布歇隆区、基兹区和苏姆盖特市，面积为3,340 km²。

## 历史
2021年7月7日经济区重新划分之前，该经济区与首都巴库一起组成“阿布歇隆经济区”。2021年，阿塞拜疆将其经济区重新规划，巴库被划分为一个单独的经济区。